# Blunt (demo)
Blunt er en demo-ep af reggae-/hård rock-bandet Blunt indspillet i 2001. Alle sange, på nær "Høker" blev senere genindspillet til debutalbummet Reggae Da Nation. Genremæssigt er sangene primært reggae. Reggae the Nation drager dog stærk inspiration fra heavy metal, en genrekombination der senere blev Blunts signaturlyd.

## Numre
| #  | Titel               | Længde |
| -- | ------------------- | ------ |
| 1. | "Sunshine"          | 3:40   |
| 2. | "Høker"             | 3:57   |
| 3. | "Island"            | 4:04   |
| 4. | "Reggae the Nation" | 3:12   |

## Musikere
- Jimmie Tagesen – Vokal
- Jakob Barndorff-Nielsen – Bas og vokal
- Jesper Friis – Guitar
- Hans Peter Mululu – Guitar
- Günther Bach – Trommer